# Корней Гейманс
Корне́й Жан Франсуа́ Ге́йманс (фр. Corneille Jean François Heymans, нід. Corneel Heymans; 28 березня 1892, Гент, Бельгія — 18 липня 1968) — бельгійський фізіолог, лауреат Нобелівської премії з фізіології або медицини 1938 року «за відкриття ролі синусового і аортального механізмів у регуляції дихання».

## Біографія
Гейманс полюбляв малювати, був мисливцем та цікавився стародавньою літературою, що стосувалася медицини.

## Родина
1921 року одружився з лікаркою Берте Мей (фр. Berthe May). Вони мали чотирьох дітей: Марію-Генріетту, П'єра, Жана та Берте. Станом на 1965 рік вони мали 18 онуків.

## Нагороди та почесні звання

### Почесні звання
Був обраний членом таких наукових організацій:
- Папська академія наук
- Королівське товариство мистецтв
- Французька академія наук
- Паризька медична академія
- Гайдельберзька академія наук
- Нью-Йоркська академія наук

Також почесний професор Університету Монтевідео та почесний доктор низки університетів:
- Утрехтський університет
- Левенський університет
- Університет Монпельє
- Туринський університет
- Університет Сант'яго
- Університет Ліми
- Університет Боготи
- Універистет Ріо-де-Жанейро
- Паризький університет
- Алжирський університет
- Мюнстерський університет
- Університет Бордо
- Тулузький університет
- Джорджтаунський університет

### Премії
- Премія Альваренга (Королівська медична академія Бельгії)

### Нагороди
- Офіцер Ордену Корони з мечами
- Гранд офіцер Ордену Полярної зірки
- Гранд офіцер Ордену Леопольда I
- Командор Ордену Святого Сильвестра
- Командор Єрусалимського Ордену Святого Гробу Господнього
- Цивільний хрест[en] 1-го ступеня за видатну службу Батьківщині
- Воєнний хрест (Бельгія)
- Вогняний хрест[en] із 8-ма планками (як офіцеру артилерії під час Першої світової війни)